# Gran Premi Miguel Indurain 2022
El Gran Premi Miguel Indurain 2022 fou la 73a edició del Gran Premi Miguel Indurain. La cursa es va disputar el 2 d'abril de 2022 i formava part del calendari de l'UCI ProSeries 2022 amb una categoria 1.Pro. La nevada caiguda el dia abans obligà a modificar el recorregut inicialment previst, eliminant del mateix l'ascensió als ports de Guirguillano, Lezaun i Eraul.
El vencedor final fou el francès Warren Barguil (Arkéa-Samsic), que s'imposà a l'esprint en l'arribada a Estella. Aleksandr Vlàssov (Bora-Hansgrohe) i Simon Clarke (Israel-Premier Tech), completaren el podi.

## Equips participants
L'organització va convidar a 21 equips: deu de categoria WorldTeam, nou ProTeams i dos equips continentals.
| WorldTeams (10)- AG2R Citroën Team - Astana Qazaqstan Team - Bahrain Victorious - Bora-Hansgrohe - Cofidis - Israel-Premier Tech - Lotto-Soudal - Movistar Team - Trek-Segafredo - UAE Team Emirates ProTeams (9)- Arkéa-Samsic - Burgos-BH - Caja Rural-Seguros RGA - Eolo-Kometa - Euskaltel-Euskadi - Equipo Kern Pharma - Human Powered Health - Team Novo Nordisk - TotalEnergies Equips continentals (2)- Glassdrive-Q8-Anicolor - Manuela Fundación Continental |
| |

## Classificació final
| \| Classificació general \| Classificació general \| Classificació general \| Classificació general \| Classificació general \| \| Corredor \| Corredor \| Equip \| Temps \| \| \| --------------------- \| ----------------------------- \| ---------------------- \| --------------------- \| --------------------- \| \| 1r \| Warren Barguil \| Arkéa-Samsic \| 4h 57' 49" \| \| \| 2n \| Aleksandr Vlàssov \| Bora-Hansgrohe \| + 0" \| \| \| 3r \| Simon Clarke \| Israel-Premier Tech \| + 0" \| \| \| 4t \| Alexis Vuillermoz \| TotalEnergies \| + 0" \| \| \| 5è \| Andrea Vendrame \| AG2R Citroën Team \| + 0" \| \| \| 6è \| Pierre Latour \| TotalEnergies \| + 0" \| \| \| 7è \| Ion Izagirre Insausti \| Cofidis \| + 0" \| \| \| 8è \| Marc Hirschi \| UAE Team Emirates \| + 0" \| \| \| 9è \| Clément Champoussin \| AG2R Citroën Team \| + 0" \| \| \| 10è \| Gorka Izagirre Insausti \| Movistar Team \| + 0" \| \| \| 11è \| Peio Bilbao López de Armentia \| Bahrain Victorious \| + 3" \| \| \| 12è \| Steff Cras \| Lotto-Soudal \| + 3" \| \| \| 13è \| Fernando Barceló Aragón \| Caja Rural-Seguros RGA \| + 6" \| \| \| 14è \| Maxim Van Gils \| Lotto-Soudal \| + 6" \| \| \| 15è \| Edoardo Zambanini \| Bahrain Victorious \| + 11" \| \| \| 16è \| Roger Adrià Oliveras \| Equipo Kern Pharma \| + 14" \| \| \| 17è \| Stefan de Bod \| Astana Qazaqstan Team \| + 18" \| \| \| 18è \| Aurélien Paret-Peintre \| AG2R Citroën Team \| + 20" \| \| \| 19è \| Jonathan Lastra Martínez \| Caja Rural-Seguros RGA \| + 20" \| \| \| 20è \| Igor Arrieta \| Equipo Kern Pharma \| + 25" \| \| |                               |                        |            |
| |                               |                        |            |
| Font: ProCyclingStats |                               |                        |            |
| Classificació general |                               |                        |            |
| Corredor | Corredor                      | Equip                  | Temps      |
| 1r | Warren Barguil                | Arkéa-Samsic           | 4h 57' 49" |
| 2n | Aleksandr Vlàssov             | Bora-Hansgrohe         | + 0"       |
| 3r | Simon Clarke                  | Israel-Premier Tech    | + 0"       |
| 4t | Alexis Vuillermoz             | TotalEnergies          | + 0"       |
| 5è | Andrea Vendrame               | AG2R Citroën Team      | + 0"       |
| 6è | Pierre Latour                 | TotalEnergies          | + 0"       |
| 7è | Ion Izagirre Insausti         | Cofidis                | + 0"       |
| 8è | Marc Hirschi                  | UAE Team Emirates      | + 0"       |
| 9è | Clément Champoussin           | AG2R Citroën Team      | + 0"       |
| 10è | Gorka Izagirre Insausti       | Movistar Team          | + 0"       |
| 11è | Peio Bilbao López de Armentia | Bahrain Victorious     | + 3"       |
| 12è | Steff Cras                    | Lotto-Soudal           | + 3"       |
| 13è | Fernando Barceló Aragón       | Caja Rural-Seguros RGA | + 6"       |
| 14è | Maxim Van Gils                | Lotto-Soudal           | + 6"       |
| 15è | Edoardo Zambanini             | Bahrain Victorious     | + 11"      |
| 16è | Roger Adrià Oliveras          | Equipo Kern Pharma     | + 14"      |
| 17è | Stefan de Bod                 | Astana Qazaqstan Team  | + 18"      |
| 18è | Aurélien Paret-Peintre        | AG2R Citroën Team      | + 20"      |
| 19è | Jonathan Lastra Martínez      | Caja Rural-Seguros RGA | + 20"      |
| 20è | Igor Arrieta                  | Equipo Kern Pharma     | + 25"      |